# Janko Rašeta
Janko Rašeta (* 5. November 1990 in Osijek) ist ein polnischer Gitarrist, Musiker und Komponist.

## Leben
Bereits im Alter von acht Jahren trat Rašeta mit der klassischen Konzertgitarre auf internationalen Musik- und Kompositionswettbewerben auf. Seitdem spielt er regelmäßig nicht nur als Solist, sondern komponiert auch eigene Solostücke, Orchesterstücke und Filmmusik.
Derzeit lebt Rašeta in München und arbeitet dort als freischaffender Komponist, Produzent und Musiker.

## Werke (Auszug)
- 2014: Noon – Verlag: Giancarlo Zedde, Favria, ISMN: 979-0-2047-1741-5.
- 2013: Little Chant – Verlag: Berrben, Ancona, Katalognummer: BRB5795.
- 2012: Lunar Dawn – Musikverlag Zimmermann, Mainz, ISMN: 979-0-2047-1741-5.
- 2012: Lontano – Musikverlag Zimmermann, Mainz, ISMN: 979-0-2047-1756-9.

## Auszeichnungen
- 2016: Dresden (DE) – European Guitar Award: Winner
- 2014: Favria (IT) – Composition: Absolute Winner
- 2013: Novi Sad (SRB) – Composition: 2. Prize
- 2012: Alessandria (IT) – Composition: Audience Award
- 2012: Dresden (DE) – European Guitar Award: Sponsoring Prize
- 2011: Weimar (DE) – 2. Prize, Special Prize for outstanding performance
- 2011: Novi Sad (SRB) – Composition: 1. Prize
- 2010: Wrocław (PL) – Original Soundtrack: 1. Prize
- 2010: Velbert (DE) – 3. Prize, Special Prize, Highest score: Excellent
- 2009: Wrocław (PL) – Composition: 1. Prize, Special Prize
- 2008: Inowrocław (PL) – Laureate
- 2008: Slupca (PL) – Laureate
- 2007: Belgrade (SRB) – 1. Prize
- 2006: Hercegnovi (Montenegro) – 1. Prize
- 2006: Velbert (DE) – 5. Prize, Highest score: Outstanding Success
- 2005: Weimar (DE) – Highest score: Mit Auszeichnung, Special Prize
- 2004: Velbert (DE) – 2. Prize, Highest score: Outstanding Success
- 2003: Warsaw (PL) – Laureate
- 2003: Weimar (DE) – 2. Prize
- 2003: Belgrade (SRB) – 1. Prize
- 2003: Konin (PL) – Laureate
- 2003: Lubin (PL) – Laureate
- 2002: Velbert (DE) – Highest score: Outstanding Success
- 2001: Konin (PL) – 3. Prize
- 2001: Weimar (DE) – 3. Prize
- 2000: Kielce (PL) – 3. Prize
- 2000: Velbert (DE) – 4. Prize, Highest score: Outstanding Success
- 2000: Gryfice (PL) – 1. Prize
- 1999: Sanok (PL) – 1. Prize
- 1999: Konin (PL) – 3. Prize
- 1999: Klodzko (PL) – 1. Prize
- 1998: Kepno (PL) – 1. Prize